# 23059 Paulpaino
23059 Paulpaino è un asteroide della fascia principale. Scoperto nel 1999, presenta un'orbita caratterizzata da un semiasse maggiore pari a 2,3531851 UA e da un'eccentricità di 0,1945123, inclinata di 1,91711° rispetto all'eclittica.